# مورغان غرين
مورغان غرين (بالإنجليزية: Morgan Green)‏ هو لاعب كرة قدم أمريكية أمريكي، ولد في 7 مارس 1987.